# Voetbalstadion van Incheon
Het voetbalstadion van Incheon (ook Sungui Arena Park genoemd) is een voetbalstadion in Incheon, een stad in Zuid-Korea. Het stadion wordt vooral gebruikt voor voetbalwedstrijden. De voetbalclub Incheon United FC maakt gebruik van het stadion. In het stadion is plaats voor 20.891 toeschouwers. Het stadion werd geopend in 2012.

## Internationaal toernooi
In 2017 werd van dit stadion gebruik gemaakt voor het wereldkampioenschap voetbal onder 20, dat gespeeld werd 20 mei tot en met 11 juni in Zuid-Korea. In het stadion werden 6 groepswedstrijden en 2 achtste finales gespeeld.